# Гринберг (город)
Гри́нберг (англ. Greenburgh) — город в округе Уэстчестер, штат Нью-Йорк, с населением 86 тысяч человек. Расположен между городами Йонкерс и Уайт-Плейнс. Западная граница города проходит по берегу реки Гудзон, и разделяет Уэстчестер с соседним округом Рокленд. Город пересекает шоссе 87.